# 贝克多夫
贝克多夫（德語：Beckdorf，發音：[ˈbɛkdɔʁf]）是德国下萨克森州施塔德县的市镇，面积21.98平方千米，2023年12月31日人口为2,884人。